# Federico Arcos
Federico Arcos Martínez, né le 18 juillet 1920 à Barcelone et mort le 26 mai 2015 à Windsor (Ontario), est un militant anarchiste catalan.
Très jeune, il adhère à la Fédération ibérique des jeunesses libertaires avant de rejoindre la Confédération nationale du travail en 1934. Dans les années 1936-1939, il participe à la révolution sociale et à la guerre civile d’Espagne. Après la défaite des républicains et la retirada, il s’engage dans la résistance anti-franquiste clandestine. En 1952, il émigre au Canada et continue à militer dans le mouvement libertaire.
Au cours des années, il réunit un important fonds d’archives (10 000 pièces) dont des documents sur Emma Goldman,. Ces archives sont déposées au Fonds Labadie de l'Université du Michigan,. En 2010, il en fait don à la Bibliothèque nationale de Catalogne à Barcelone.

## Biographie
Fils des militants libertaires Santos Arcos Sánchez et Manuela Martínez Moreno, Federico Arcos Martínez nait à Barcelone le 18 juillet 1920. À l’âge de 13 ans, il doit quitter l’école pour commencer à travailler. Membre de la Fédération ibérique des jeunesses libertaires, il adhère en 1934 à la Confédération nationale du travail. Il a 16 ans le jour du soulèvement nationaliste des 17 et 18 juillet 1936 en Espagne. Trop jeune pour rejoindre les colonnes de miliciens qui partent vers le front d'Aragon, il fonde avec deux amis anarchistes du même âge, Liberto Sarrau et Abel Paz, un groupe : « Les Quichottes de l'idéal ». Ils publient un petit journal, El Quijote, dans lequel ils dénoncent la participation de la CNT au gouvernement républicain.
En février 1939, quand Barcelone tombe aux mains des troupes de Franco, il participe à la retirada (retraite) et traverse avec des milliers d'autres réfugiés la frontière française[Laquelle ?]. En 1943, il rentre en Espagne. Arrêté, il est interné puis transféré à Barcelone où il est enrôlé de force dans l’armée et envoyé au Maroc jusqu’en 1945. Revenu à Barcelone, il participe dans la clandestinité aux activités de la CNT jusqu'en 1947. En 1948, il fuit en France d'où il participe à plusieurs missions avec les groupes d’action. En janvier 1949, il passe en Espagne avec un groupe de guérilleros. La plupart sont tués ou capturés et avec Marcelino Massana, il parvient à regagner la France.
Nommé membre du Comité national de la FIJL en France, il est en 1950 le secrétaire à l’organisation à Toulouse. En 1952, il émigre au Canada où il travaille à l’usine Ford et devient citoyen canadien. Il participe aux activités du groupe Libertad de Detroit et collabore au bulletin La Escuela Moderna publié à Calgary (Canada) ainsi qu'aux activités des groupes libertaires nord américains Black & Red et Fith Estate.

## Textes
- (en) The anarchist library : quelques articles dont Anarchism - a definition, lire en ligne.